# Grabówko (powiat słupski)
Grabówko (kaszb. Grabówkò, niem. Grünhof) – osada w Polsce, w województwie pomorskim, w powiecie słupskim, w gminie Dębnica Kaszubska.
Miejscowość wchodzi w skład sołectwa Niepoględzie.
Do 2023 miejscowość była przysiółkiem wsi Niepoględzie.

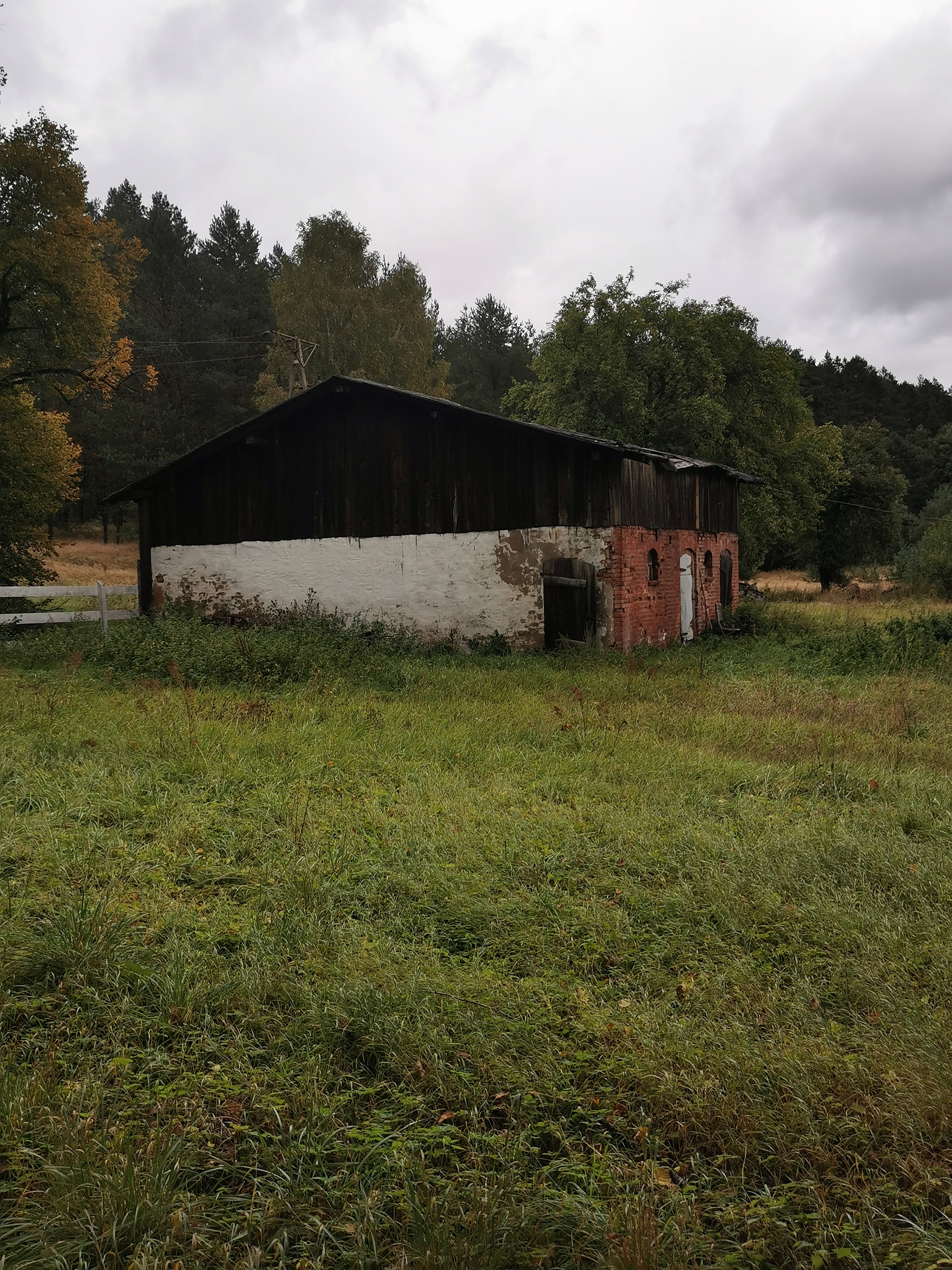
Zabudowania gospodarcze przy budynku mieszkalnym nr 1 w Grabówku

W latach 1975–1998 miejscowość administracyjnie należała do województwa słupskiego.

## Nazwa
Nazwa miejscowości jest tzw. chrztem nazewniczym i ma charakter pseudotopograficzny. Powstała przez dodanie do nazwy pospolitej grab formantu -ówk-. Pierwotna niemiecka nazwa Grünhof ma charakter kulturowy i jest złożeniem dwóch członów: przymiotnika grün „zielony” i nazwy pospolitej Hof „zagroda, folwark”.
Rada Języka Kaszubskiego proponuje opartą na polskiej kaszubską formę nazwy Grabówkò.